# Mongólia nos Jogos Olímpicos de Verão de 1976
A Mongólia competiu nos Jogos Olímpicos de Verão de 1976 em Montreal, Canadá.

## Resultados por Evento

### Boxe
Peso Mosca-ligeiro (– 48 kg)
- Serdamba Batsuk
  1. Primeira Rodada — Derrotou Enrique Rodríguez (ESP), RSC-3
  2. Segunda Rodada — Perdeu para György Gedó (HUN), 0:5

### Tiro com arco
Na segunda vez em que competiu no Tiro com arco nas Olimpíadas,a Mongólia enviou 2 homens e 2 mulheres. Sua melhor competidora foi, novamente, Natjav Dariimaa, dessa vez 22ª colocada na competição feminina. Dariimaa foi única competidora veterana da Mongólia em 1976..
Competição Individual feminina:
- Natjav Dariimaa — 2209 pontos (→ 22º lugar)
- Gombosure Enkhtaivan — 2156 pontos (→ 24º lugar)

Competição Individual masculina:
- Niamtseren Biambasuren — 2256 pontos (→ 28º lugar)
- Tserendorjin Dagvadorj — 2179 pontos (→ 32º lugar)